# Gonneville-en-Auge
Gonneville-en-Auge, do 9. januarja 1965 Gonneville-sur-Merville, je naselje in občina v severozahodnem francoskem departmaju Calvados regije Spodnje Normandije. Leta 2006 je naselje imelo 401 prebivalca.

## Geografija
Kraj se nahaja v pokrajini Normandiji v bližini izliva reke Orne v Rokavski preliv, 17 km severovzhodno od središča regije Caena.

## Uprava
Občina Gonneville-en-Auge je sestavni del kantona Cabourg, vključenega v okrožje Caen.